# غوردون كيدر
غوردون كيدر هو عسكري كندي، ولد في 9 ديسمبر 1914 في سانت كاثرينز في كندا، وتوفي في 29 مارس 1944.